# João Ramos Pereira da Costa
João Ramos Pereira da Costa (Recife, 11 de outubro de 1913 — Fortaleza, 10 de abril de 1977) foi um cientista, médico e professor brasileiro. Seus trabalhos mais significativos foram no estudo da física das nuvens, que o levaram ao pioneirismo na nucleação artificial de nuvens tropicais na região semiárida do Brasil, onde ficou conhecido como “o homem da chuva”. Foi um dos fundadores da Faculdade de Medicina do Ceará, onde atuou na criação e instalação de cursos superiores na área de saúde, como docente e pesquisador em Química Fisiológica e Bioquímica.

## Primeiros Anos e Trajetória Pessoal
João Ramos nasceu em 11 de outubro de 1913 em Recife, Pernambuco. Filho de Manuel Pereira da Costa, alagoano e profissional guarda-livros e de Josefa Ramos da Costa, pernambucana.

Sua primeira infância foi no período da Primeira Guerra Mundial. A família: João, seus pais e as quatro irmãs Zélia, Zuleide, Odaléia e Odete, viveu em Olinda grande parte da infância dos filhos.

Os cursos primário e secundário foram realizados no Ginásio Pernambuco e no Colégio Félix. Ele gostava especialmente de Química, matéria que depois passou a ensinar. Dizia não gostar de estudar geografia e por isso rodeava-se de mapas. Tinha gosto pela aviação desde pequeno, porém o fascínio pela Química combinado com o sonho dos pais o levou à Medicina, carreira que iniciou com a conclusão em 1938 do Curso de Medicina, realizado na Faculdade de Medicina do Recife.

Tinha um gosto especial por esportes, literatura e poesia. Na juventude praticou remo e na vida adulta gostava muito de caçar, pescar e fazer tiro ao prato. Durante o período de 1935 a 1941, escreveu poemas em cinco cadernos manuscritos. Outro hobby que cultivou foi o de rádio amador, mantendo uma antena e equipamento em casa.

Mudou-se para Fortaleza, Ceará em 1942 onde se casou no dia 4 de dezembro de 1945, com a cearense Emília de Assis do Espírito Santo, com quem teve seis filhos Ana Emília, Vera, Manuel, Francisco de Assis, Laura Lúcia e João Carlos.

Foi em Fortaleza que desenvolveu suas principais atividades acadêmicas e de pesquisa até o ano de 1974, quando foi acometido de um acidente vascular cerebral que o deixou acamado e sem fala até seu falecimento em 10 de abril de 1977.

## Trajetória Profissional como Docente
Em 1941, era recém-formado quando iniciou a carreira de professor na Faculdade de Medicina do Recife, onde foi Assistente de Química Orgânica e Biológica. 

Durante a Segunda Guerra Mundial, à época da decisão de Getúlio Vargas de declarar guerra aos países do Eixo, em 1942, foi convocado pelo Exército e saiu de Recife para servir como médico e Oficial do Exército Brasileiro no Hospital Militar de Fortaleza, Ceará.

Fixando residência em Fortaleza, iniciou atividade docente na Faculdade de Farmácia em 1944. No ano seguinte, ministrou aulas na Escola Preparatória de Cadetes de Fortaleza e em 1946, na Escola de Enfermagem São Vicente de Paulo. Prestou exame para o curso especial de Saúde do Exército, no ano de 1947. Em 1957, participou do Curso Latino Americano de Atualização em Biofísica e do Curso de Atualização em Bioquímica, ambos no Instituto de Biofísica da Universidade Federal do Rio de Janeiro, tendo como professores Carlos Chagas Filho, fundador do Instituto e renomado pesquisador brasileiro, e Severo Ochoa, pesquisador espanhol naturalizado americano, Prêmio Nobel de Medicina em 1959, juntamente com Arthur Kornberg, pela descoberta dos mecanismos da síntese biológica do DNA e o RNA.

Foi um dos fundadores da Faculdade de Medicina do Ceará, em 1947, a qual foi instalada em março de 1948, ano em que ingressou como Professor de Química Biológica e Química Fisiológica e primeiro Chefe do Departamento de Fisiologia e Farmacologia.

No início da década de 1950, existiam em Fortaleza os cursos superiores das Faculdades de Medicina, Farmácia e Odontologia, Direito e da Escola de Agronomia. Foi a partir destes cursos que a Universidade Federal do Ceará foi criada, em dezembro de 1954, sob a direção de seu fundador, Prof. Antônio Martins Filho. Foi na Universidade Federal do Ceará (UFC) que, ainda jovem, assumiu a Diretoria da Faculdade de Farmácia e Odontologia, em 1958.

Na década de 1960, montou o Laboratório de Bioquímica Clínica Prof. João Ramos, uma espécie de laboratório-consultório, para exames, interpretação, diagnóstico e tratamento de doenças relativas a distúrbios bioquímicos e metabólicos.

Durante vários anos lecionou Química Farmacêutica e Bioquímica, na Faculdade de Odontologia e Farmácia e na Faculdade de Medicina da Universidade Federal do Ceará, permanecendo em atividade até 1974.

## Estudos e Trabalhos em Meteorologia
O Professor João Ramos iniciou as pesquisas sobre nucleação artificial da atmosfera em 1951, com experiências realizadas nos estados do Ceará e do Rio Grande do Norte, estados do Nordeste brasileiro castigados pelas secas ou irregularidades pluviométricas. No mesmo ano fez parte da "Comissão de Meteorologia Experimental” do Instituto do Nordeste.

No dia 07 de maio de 1951 foram realizadas as primeiras experiências de nucleação artificial no Ceará com o uso de gelo seco. A equipe era formada pelo Prof. João Ramos, o Engenheiro Janot Pacheco e pelos agrônomos Abner Gondim e Mauro Botelho.

Em 1952, apresentou no Boletim da Secretaria da Agricultura do Estado do Ceará uma comunicação intitulada “As chamadas chuvas artificiais”. A partir de então as pesquisas sobre semeadura artificial da atmosfera tiveram continuidade. 

De 1952 a 1958 realizou semeaduras artificiais da atmosfera utilizando gelo seco, iodeto de prata, negro de fumo (fuligem) e cloreto de sódio. Na época eram usados aviões da Força Aérea Brasileira com tambores adaptados para a pulverização da solução em pleno ar, dentro das nuvens mais adequadas.

Em 1953, o Prof. João Ramos apresentou seu ponto de vista numa publicação restrita dos Anais do Instituto do Nordeste, vol. II, com o título “A nucleação artificial da atmosfera como contribuição na luta contra as secas”.

O ano de 1958 foi de extrema seca no Ceará. Os trabalhos no combate à seca na região haviam sensibilizado autoridades da Universidade Federal do Ceará, em especial o Reitor Antônio Martins Filho, ensejando a criação do “Bureau de Estudos das Secas", agregado à Faculdade de Farmácia e Odontologia da Universidade do Ceará, onde João Ramos era diretor. 

Reuniu um grupo de técnicos, estudiosos e interessados na área e coordenou a nucleação artificial de nuvens, que foram realizadas no Estado do Ceará a partir de 1958 iniciando assim um novo ciclo de pesquisas e aplicações práticas.

No trabalho “Neve, Chuva, Granizo” (1959) e na nota de divulgação “Nucleação salina de nuvens tropicais” (1961) foram apresentadas explicações sobre as bases físico-químicas do método que utiliza cloreto de sódio na nucleação artificial. 

E foi com esta técnica, que utiliza a indução de chuvas por meio de pulverização das nuvens com solução a base de cloreto de sódio, que foram obtidos os melhores resultados nos anos que se seguiram.

O assunto despertou o interesse de autoridades locais, dentre elas o Cel. Ovídio Gomes Pinto, Comandante da Base Aérea de Fortaleza. O “Bureau de Estudos das Secas" havia se tornado insuficiente para as atividades a que se propunha, então em 1961 o Instituto de Meteorologia foi criado na Universidade Federal do Ceará, e o Prof. João Ramos assumiu a Diretoria. Foi então que, em 1962, realizou experiências de nucleação no solo, usando queimadores para cloreto de sódio.

Além das ações no Estado do Ceará, foram realizados bombardeios de nuvens em outros Estados brasileiros:

- Em 1959, esteve com sua equipe no Estado de Minas Gerais para realizar nucleação artificial, a convite da Companhia de Eletrificação de Minas Gerais - CEMIG, a fim de sanar a estiagem que causava prejuízos para a empresa.
- Em 1963, no Estado do Rio de Janeiro para a empresa Rio Light (trecho do Rio Paraíba, alimentador das barragens dessa empresa).
- Em 1969, em São Paulo, a convite do Governo do Estado, para abastecer os reservatórios da Companhia de Eletrificação de São Paulo.
- Em 1971, a convite de usineiros e em convênio com a SUDENE, realizou nucleação artificial nos Estados de Alagoas e Sergipe (nas regiões canavieiras dos dois Estados).
- Em 1973, a equipe levou um dos aviões a Bauru, no interior de São Paulo, para provocar chuvas no local, e foi destaque na Folha da Região de 7 de dezembro.

As atividades de nucleação saíram do âmbito da Universidade quando a Fundação Cearense de Meteorologia e Chuvas Artificiais (FUNCEME) foi criada pela Lei Estadual no 9.618, em 18 de setembro de 1972, pelo Governo do Estado do Ceará, na gestão do Governador César Cals de Oliveira Filho.

Nesta época, o Governo do Estado adquiriu dois aviões Islander que foram adaptados exclusivamente para pesquisa e nucleação, ou “bombardeamento” das nuvens, como o método era popularmente conhecido.

O Professor João Ramos assumiu o cargo de primeiro Superintendente Técnico da FUNCEME em 1973. Nesse ano também realizou nucleação de nuvens na região cacaueira do Estado da Bahia, que sofria pela falta de chuvas e mais uma vez os resultados efetivos sanaram as dificuldades hídricas.

Esta foi a época de ouro da nucleação artificial. Era um trabalho ambicioso e destemido, uma vez que as nuvens mais procuradas eram também as mais perigosas da região, as  cumulus nimbus, ou simplesmente “CB”, que chegam a mais 10 km de altura.

Em dezembro de 1987, a FUNCEME teve sua denominação modificada para Fundação Cearense de Meteorologia e Recursos Hídricos, com ampliação de seu escopo de atuação.

## Homenagens
- 1958: Diploma de Titular da Sociedade de Farmácia e Química de São Paulo.
- 1973: Diploma de Acadêmico da Academia Brasileira de Medicina Militar do Rio de Janeiro.
- 1973: Medalha comemorativa do Sesquicentenário de Fortaleza e do Centenário de Santos Dumont, conferida pela Academia Brasileira de Medicina Militar, pela contribuição prestada ao VI Congresso Brasileiro dessa Academia.
- 1973: Troféu Sereia de Ouro, concedido pelo Grupo Edson Queiroz.
- 1974: Diploma de Honra ao Mérito ofertado pelo Grupo J. Macedo, em sua 1a. Convenção Nacional, pelo seu desempenho científico na área de nucleação artificial.
- 1977: Medalha Presidente Castelo Branco, concedida pelo Diretório do Departamento de Iniciação Política da Arena — DEINPO, como destaque científico (post mortem).
- 1978: Medalha Jurandir Picanço, comemorativa do 30º Aniversário de Fundação da Faculdade de Medicina do Ceará, outorgada pelo Centro de Ciências de Saúde da Universidade Federal do Ceará (post mortem).
- 1978: Título de Sócio Honorário (in memoriam) oferecido pelo Centro Médico Cearense.
- 1984: Homenagem post mortem no 12º. Aniversário da FUNCEME, com inauguração de galeria de fotografias.
- 19__: Homenagem aos Docentes da Faculdade de Medicina da Universidade Federal do Ceará
- 2002: Homenagem post mortem no 30º. Aniversário da FUNCEME, quando foi criado a comenda João Ramos para homenagear colaboradores da instituição.
- 2006: Homenagem póstuma aos ex-diretores da Faculdade de Farmácia e Odontologia da UFC.